# بال فرايد
بال فرايد (بالمجرية: Fried Pál)‏ (بالإنجليزية: Pál Fried)‏ هو رسام مجري وأمريكي، ولد في 16 يونيو 1893 في بودابست في المجر، وتوفي في 6 مارس 1976 في نيويورك في الولايات المتحدة.